# 梅倫 (正統進士)
梅倫（1424年—？），字彥常，直隸蘇州府吳江縣人，軍籍。明朝政治人物。進士出身。

## 生平
應天府鄉試第三十五名。正統十三年（1448年）戊辰科會試第五十三名，殿試登進士第二甲第七名。正統十四年（1449年），擢刑部主事。天顺四年（1460年）授刑部郎中。

## 家族
曾祖父梅希文。祖父梅原衡。父亲梅志中。